# Maksim Krasnow
Maksim Krasnow (ur. 10 lutego 1996) – rosyjski lekkoatleta specjalizujący się w chodzie sportowym. 
W 2013 został wicemistrzem świata juniorów młodszych w chodzie na 10 000 metrów.

## Osiągnięcia
| Rok  | Impreza                               | Miejsce | Konkurencja      | Pozycja    | Wynik    |
| ---- | ------------------------------------- | ------- | ---------------- | ---------- | -------- |
| 2013 | Mistrzostwa świata juniorów młodszych | Donieck | chód na 10 000 m | 2. miejsce | 42:03,10 |